# Clientelisme
Clientelisme i patronatge, a la política, és la relació que es forma entre els qui aporten diners per la campanya electoral d'un partit polític i aquest mateix, a canvi d'una determinada protecció governativa.
Aquesta relació és vista en alguns països com a corrupció del sistema democràtic mentre que en altres, com Canadà és legal. El fenomen és estudiat per la sociologia.

## Etimologia
L'expressió deriva d'una convenció social de l'antiga Roma que dotava als plebeus de protecció legal, social, i de vegades econòmica, donada per famílies patrícies i que tenia especial importància durant les candidatures al càrrecs polítics.

## Història
A la societat de l'antiga Roma, qualsevol (normalment un plebeu) que requerís protecció o ajuda d'una família de millor posició podia sol·licitar a aquesta convenir ser un cliens, i acceptar el cap de la família més forta com al seu patronus (d'aquesta relació en deriva clarament els termes patró i client). Teòricament, tal relació podria ser provisional, una vegada el "favor" o obligatio era complert, si era una qüestió de diners, o suport polític, per exemple. En la pràctica, tals relacions es conservaven a molt llarg termini, sovint era normal que les obligacions i lligams entre clientes i patronii passessin de pares a fills de forma legal.

### Antiguitat

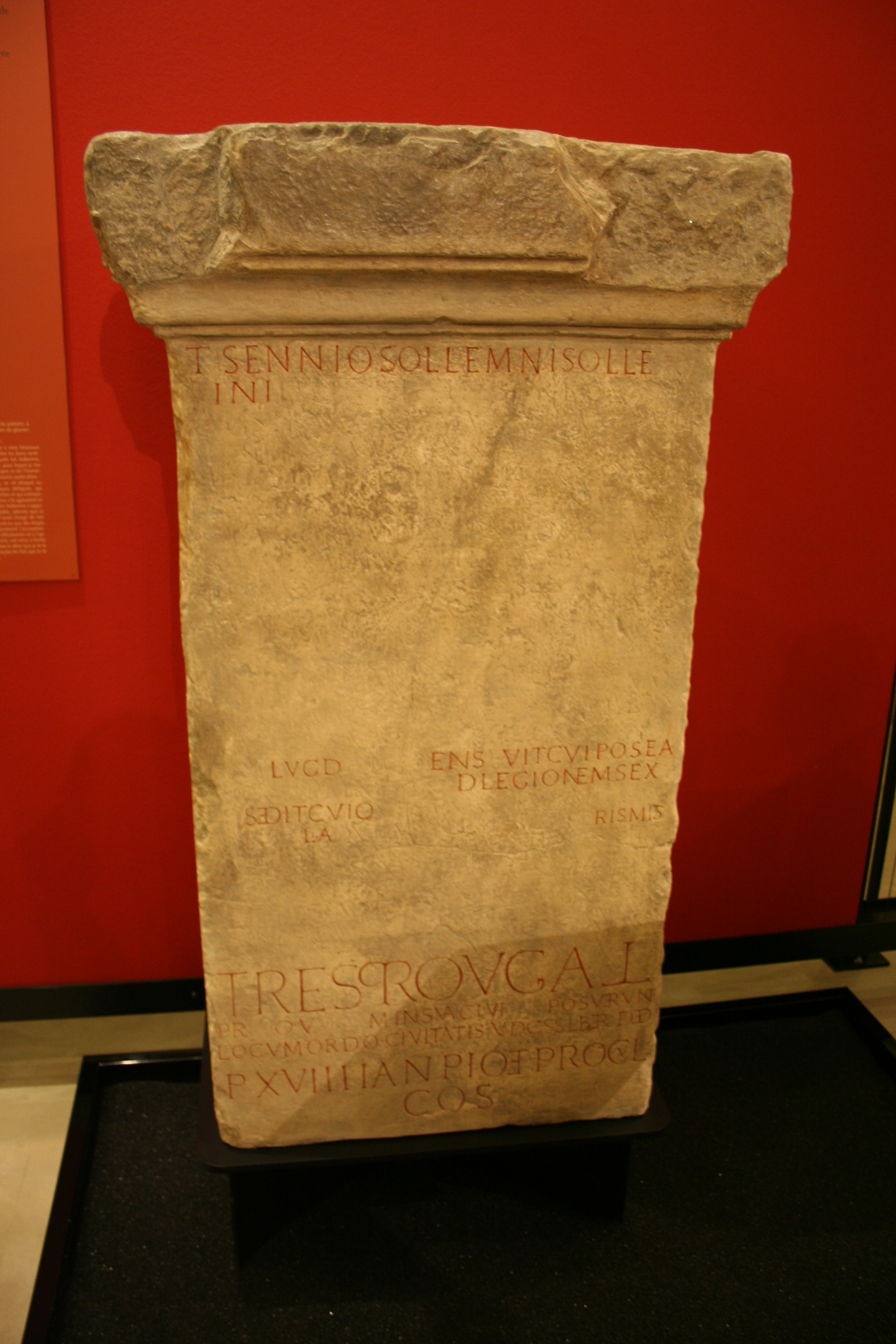
En la següent inscripció es llegeix com un citadà es defineix client d'un altre:...Paulini leg(ati) Aug(usti) pro / pr(aetore) pro/vinc(iae) Lugd(unensis) et cliens fuit cui postea / [l]eg(ato) Aug(usti) p(ro) p(raetore) in Brit(annia)...

Els cliens i els patronus tenien obligacions mútues l'un de l'altre.
Els clientes eren compromesos a atendre les "peticions" del seu patró de forma regular per veure si aquests podrien fer algun servei al patró. S'esperava que els clients contribuïssin al dot de les filles del seu patró. Els clientes no podien ser obligats a testificar contra el seu patró en una cort de justícia. Tradicionalment, els clientes acompanyaven als seus patrons al fòrum, i en els temps de guerra, actuaven com a vassalls. Els clientes eren també responsables d'ajudar el seu patronus a sufragar pèrdues en demandes judicials, i en el rescat de membres familiars capturats. Hi havia unes altres restriccions, tant socials com legals. El cliens prenia el gens del seu patró. Mentre una família existia com cliens no podien ser considerats una família separada, ni podien formar el seu propi gens. (Vegeu Convencions dels noms romans.)

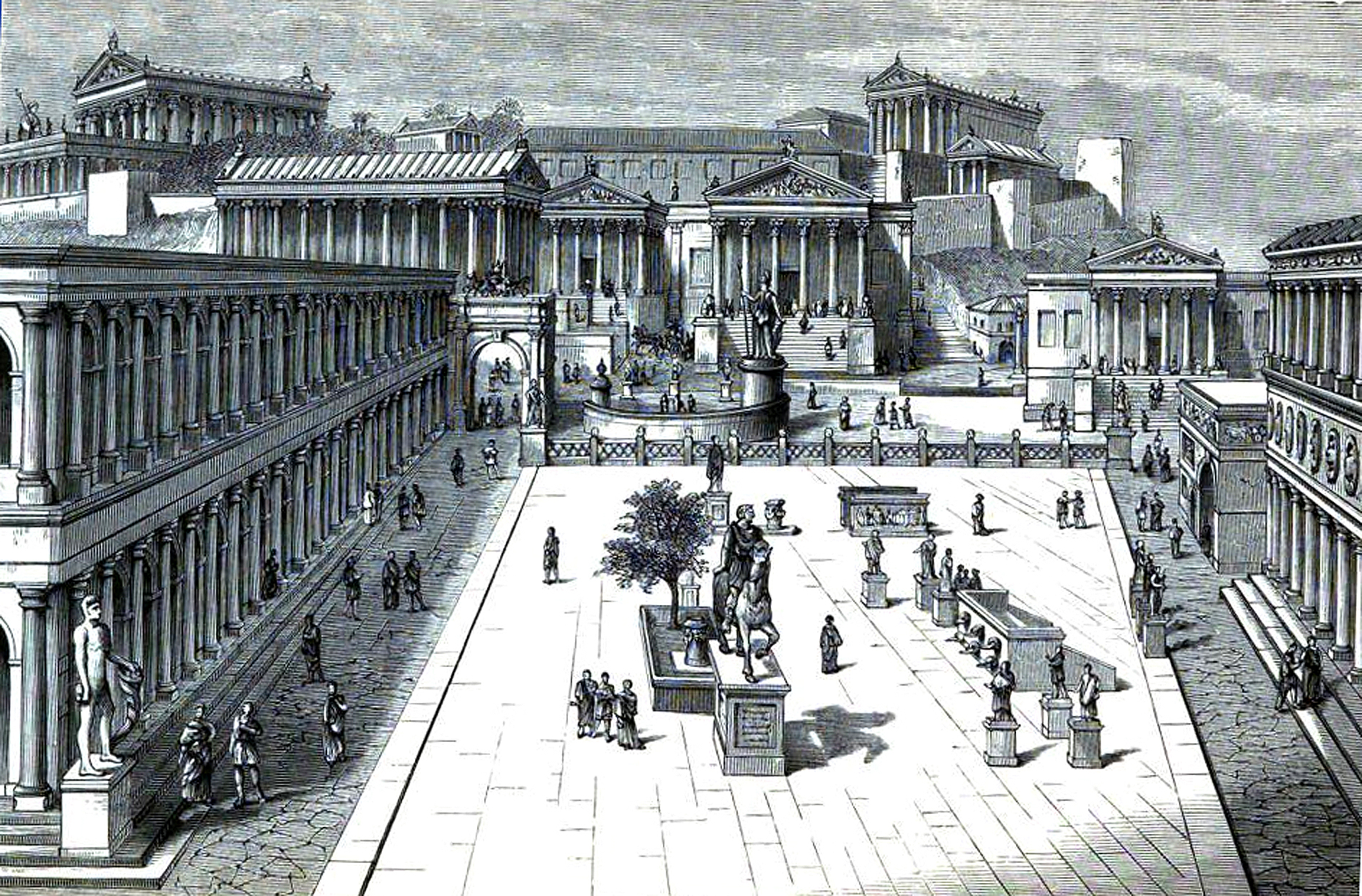
En època d'eleccions els candidats es deixaven veure pel fòrum romà (imatge) acompanyats dels seus clients, com més clients tenia un candidat més probable era que sortís escollit en les eleccions

Els patronii també tenien obligacions vers els seus clientes. El patró era l'assessor jurídic dels clients; era el guardià i protector del client, igual com era el guardià i protector dels seus propis fills; mantenia el plet del client quan un altre era injust amb aquest, i el defensava quan un altre es queixava que el client era injust amb ell, és a dir, el patró era el guardià dels interessos del client, tant privats com públics. Com els clientes, als patronii se'ls podia obligar a testificar contra els seus clientes en un tribunal de justícia.
L'adquisició de clientes pel patronus era també una qüestió de distinció social i d'estatus. Simplement, si tenia gaire gent rica i poderosa que li devia obligacions (obligatio), llavors el patronus era considerat més ric i poderós.
Abans de la fi de la República Romana, els patricis extremadament poderosos tenien ciutats estrangeres i nacions com a clientes. En tals casos, el Senat Romà sovint resoldria disputes entre nacions estrangeres dins de la seva "esfera d'influència" tot delegant el tema als patronii respectius de les nacions client que discutien, i respectava els acords que prenien aquests.

### Edat mitjana
Com amb unes altres convencions socials romanes, la clientelia va canviar de significat a finals de l'Antiguitat i l'Primera Edat Mitjana, mentre retenia la denominació, que donava un aire enganyós de continuïtat. Cap al segle X clientela indicava un contingent d'homes armats preparats per reforçar la voluntat del seu senyor; així un home jove que complia en una unitat militar, de l'entorn que constituïa una família noble o "casal", podria ser qualificat com a vavasor en diversos documents.

### Renaixement

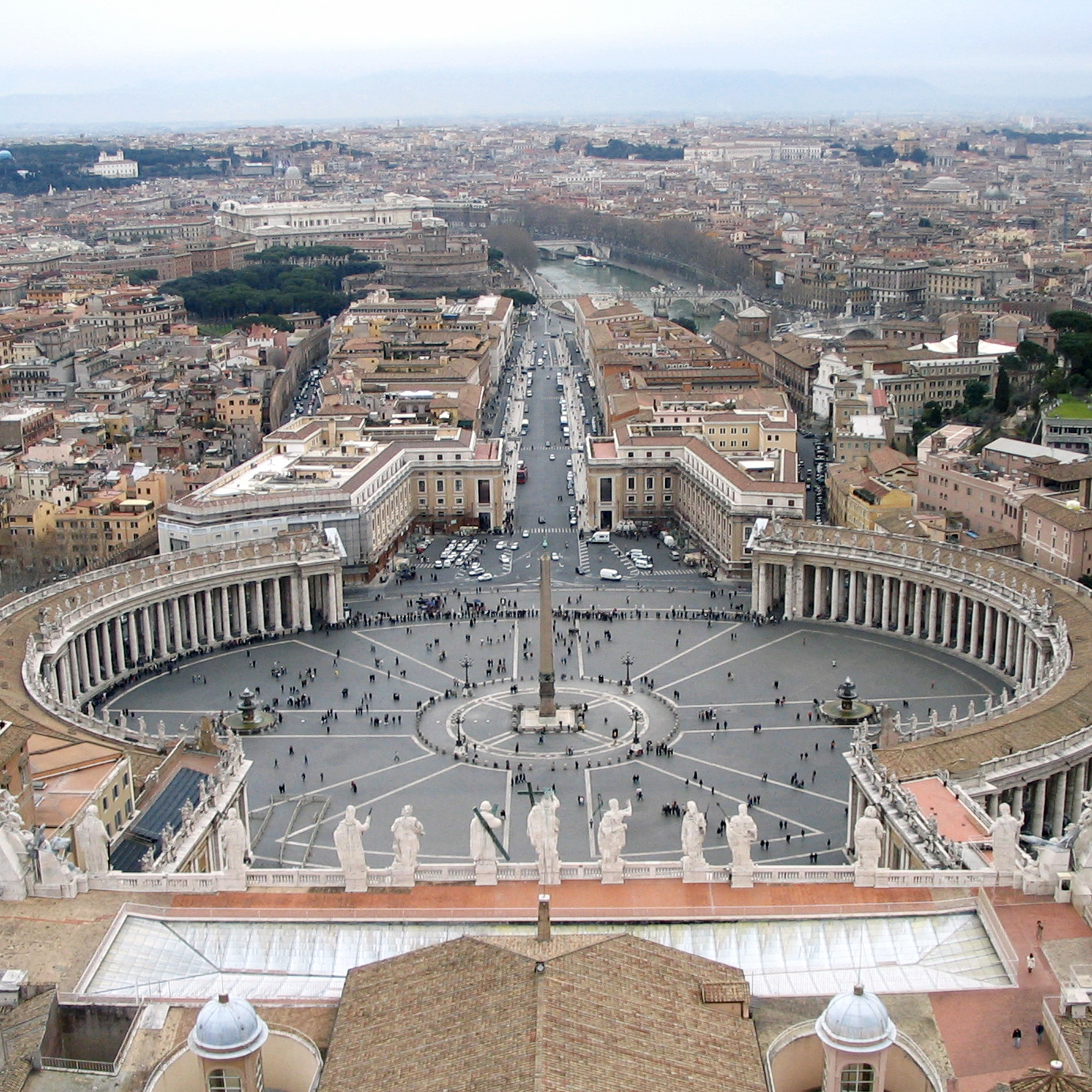
Diversos papes van tenir una relació de patronatge o mecenatge amb pintors, escultors i arquitectes

A finals de l'edat Mitjana i al Renaixement, va sorgir el concepte de mecenatge, una mena de patró adinerat que protegia econòmicament a artistes, músics, escriptors, filòsofs, científics, astrònoms, poetes i savis.
Entre els clients més coneguts estan: Chrétien de Troyes, Leonardo da Vinci, Michelangelo Buonarroti, William Shakespeare, i entre els qui exercien aquesta mena de patronatge: Maria de França i d'Aquitània, Lluís Maria Sforza (i altres de la família Sforza), la família Mèdici, Francesc I de França, el Papa Sixt IV (i altres papes del Renaixement), etc. En èpoques posteriors, figures destacades com Mozart i Beethoven van participar en el sistema clientela-patronatge, encara que només durant una breu temporada de les seves vides professionals.

## En la política actual
Segons el lexicògraf Samuel Johnson, un patró és "algú que mira amb indiferència a un home que s'esforça per sortir viu de l'aigua mentre s'està ofegant, i, quan aconsegueix aproximar-se a la vora, l'ajuda a sortir". En aquesta curiosa definició hi ha dos elements que són clau: el fet de ser benefactor i el fet de no posar sentiments. Aquest segon element és el responsable que alguns interpretin clientela-patronatge com a relació apta per als negocis.
Alguns exemples són el clientelisme als Estats Units, a les Filipines, a l'antiga URSS i el d'algunes tribus kurdes.

## Tipus

### Clientelisme positiu
Els líders polítics tenen a la seva disposició una gran quantitat de patronatge, en el sentit que prenen decisions amb relació a nomenaments o acords presos durant un govern o anteriorment, per exemple amb els quangos al Regne Unit. El patronatge és, per tant, un poder reconegut de la branca executiva. En molts països l'executiu té dret a establir diversos nomenaments sense el consentiment o l'aprovació de la cambra de representants, dels quals alguns poden ser lucratius com seria el cas dels sinecure. Exemples de sinecure es poden trobar en el Departament del Primer Ministre al Canadà (Government House Leader) que generalment es dona un càrrec ministerial sinecure perquè ell o ella puguin ser membres del gabinet de govern (Cabinet of Canada). Un exemple similar es troba en la figura del Lord Privy Seal o la del Chancellor of the Duchy of Lancaster en el gabinet de govern britànic.
En algunes democràcies aquests acords, si són d'alt nivell, han de ser aprovats pel poder legislatiu, en el cas dels EUA amb el consentiment del senat.

### Clientelisme negatiu
Un altre tipus de patronatge polític és el que es considera una violació de les lleis o del codi ètic, com ara quan els líders polítics practiquen el nepotisme (col·locant en llocs de treball a familiars o amistats, aprofitant la seva influència) i el cronisme (terme contrari a la meritocràcia, és a dir col·locar en llocs de responsabilitat a persones només basant-se en un lligam d'amistat). Segons O'Donell, en el clientelisme els béns públics no s'administren seguint la lògica imparcial de la llei, sinó que sota una aparença de legalitat s'utilitzen discrecionalment pels qui governen. Es tracta d'una manera d'obrar que correspon als delictes de prevaricació o corrupció. Però a banda d'estar penat jurídicament, no hi ha gaires incentius perquè els participants busquin acabar amb el sistema clientelar, ja que es troba institucionalitzat (en el sentit sociològic del terme) com a patró regular d'interaccions, conegut, practicat i acceptat (si bé no necessàriament aprovat) pels qui en formen part del sistema clientelisme-patronatge.
Segons Auyero la relació entre client i patró s'inicia a través d'un "favor fundacional", mitjançant el qual el patró o potser un mediador presta un servei a un client, però aquest no és el factor més important del sistema, sinó el conjunt de creences, presumpcions i hàbits que l'experiència repetida, directa o indirecta d'aquestes relacions provoca en els clients. Trotta afegeix que quan client i patró es coneixen en persona, el vincle és més estret i es transforma en factor indispensable perquè la relació de clientelisme-patronatge no quedi en un simple fet mercantil.
Pierre Bourdieu creu que juntament als objectius propis de cadascú o interès específic, és imprescindible un interès (illusio) propi del camp clientelar. La illusio, segons aquest autor és la convicció que formar part del camp del clientelisme té una importància primordial i que a la vegada és indispensable perquè el sistema funcioni. Llevat d'algunes excepcions, la illusio no és producte d'un càlcul conscient, sinó d'una relació de creença que estructura les formes de relació amb les pràctiques polítiques.
En un sistema de clientelisme, el poder sobre les decisions de l'aparell administratiu de l'estat s'utilitza per obtenir benefici privat; el patró ja sigui directament, un funcionari o una altra persona dotada de suficient poder com per influir sobre els funcionaris, pren decisions que afavoreixen als seus clients i que aquests compensen amb la perpetuació en el poder del funcionari implicat o del seu entorn. La relació pot ser enfortida mitjançant l'amenaça de fer servir aquesta capacitat de decisió per perjudicar als qui no col·laboren amb el sistema.